# (8936) Gianni
(8936) Gianni – planetoida z pasa głównego okrążająca Słońce w ciągu 3 lat i 102 dni w średniej odległości 2,21 au. Została odkryta 14 stycznia 1997 roku w Osservatorio Astronomico di Farra d'Isonzo. Nazwa planetoidy pochodzi od Gianniego Iermana (ur. 1955), włoskiego astronoma amatora, który jako pierwszy członek dołączyć klubu obserwatorium Farra d'Isonzo w 1969 roku. Przed nadaniem nazwy planetoida nosiła oznaczenie tymczasowe (8936) 1997 AS17.